# Mydriase (poésie)
Cet article concerne l'essai littéraire de Jean-Marie-Gustave Le Clézio. Pour le signe clinique, voir Mydriase.
Mydriase est un livre poétique de Jean-Marie Gustave Le Clézio publié le 1er janvier 1973 aux éditions Fata Morgana.

## Éditions
- Mydriase, éditions Fata Morgana, 1973  (ISBN 2851940716).